# 岩永巌
岩永 巌（いわなが いわお、1901年7月28日 - 1985年1月9日）は、日本の経営者。熊本県熊本市出身。

## 経歴
1915年に東京帝国大学工学部機械工学科を卒業し、同年に東洋レーヨン(現在の東レ)に入社。1947年に取締役に就任し、1948年に常務を経て、1960年に副社長に就任し、1963年には三井石油化学工業社長に昇格。1969年11月に会長に就任。
1965年に藍綬褒章を受章し、1971年に勲二等瑞宝章を受章。
1985年1月9日急性心不全のために死去。83歳没。